# ウーマン・フロム・トーキョー
「ウーマン・フロム・トーキョー」(Woman from Tokyo) は、イングランドのロック・バンドであるディープ・パープルの楽曲。1973年1月に発表されたアルバム『紫の肖像』に収録された。

## 解説
ディープ・パープルは、1972年8月に初の日本公演を行なった。この曲は、その一か月前の7月にローマで行なわれた新作アルバムの制作で、日本に捧げる曲として録音された。翌1973年6月に脱退することになるイアン・ギランが歌った、ディープ・パープルの第2期最後の曲の一つである。
歌詞には日本を象徴する"the rising sun"（日の出）、"an Eastern dream"（東方の夢）といった言葉が盛り込まれ、彼等を虜にする魅力をもった日本人女性のことが歌われている。
中間部の夢見るような長めの緩やかなブリッジは、彼等のプログレッシブ・ロックへの敬意を反映したもので、シングルでは除去された。

## 評価
「ウーマン・フロム・トーキョー」は、彼等の最も人気の高い楽曲の一つになり、ラジオで頻繁に放送されるようになった。
1973年2月にシングル発表され、オランダの公式音楽チャートであるメハカフツで第6位。ドイツで16位、ベルギーで23位まで上昇した。アメリカ合衆国での最高位は60位だった。
オールミュージック (AllMusic) は、『紫の肖像』の曲で良いのは「ウーマン・フロム・トーキョー」と「ラット・バット・ブルー」だけだと述べている。「ウーマン・フロム・トーキョー」は「リッチー・ブラックモア独特のリフが過ぎ去った輝きを彷彿とさせる」（"...hinted at glories past with its signature Ritchie Blackmore riff"）とのこと。
Ultimate Classic Rock のサイトが選んだロジャー・グローヴァー作品のトップ10で、第3位となった。

## コンサート
メンバーはこの曲を大して気に入ってはおらず、1984年に再結成するまでは演奏しなかった。
2011年、ギラン、イアン・ペイス、グローヴァー、スティーヴ・モーズ、ドン・エイリーからなる第9期（Deep Purple Mk 9）のDVD『Deep Purple with Orchestra - Live in Montreux』に、スティーヴン・ベントレー＝クレイン (Stephen Bentley-Klein) 指揮の交響楽団との共演が収録された。